# シン・ヒョンス (俳優)
シン・ヒョンス（ハングル：신현수、1989年7月8日 - ）は、韓国の俳優。

## 出演

### テレビドラマ
- 美しい私の花嫁（2015年、OCN）
- リメンバー〜記憶の彼方へ〜（2015年、SBS） - ペ・チョルジュ役
- 私の婿の女（2016年、SBS） - パク・セジュン役
- 恋のドキドキ・スパイク（2016年、Webドラマ） - イ・ハンソル役
- 恋のドキドキシェアハウス～青春時代～（2016年、JTBC） - ユン・ジョンヨル役
- 恋のラブ・アタック（2016年、Webドラマ） - イ・ハンソル役
- 三色ファンタジー～宇宙と星の恋～（2017年、MBC） - ク・セジュ役
- 仮面の王 イ・ソン（2017年、MBC） - イ・チョンウン役
- 恋のドキドキシェアハウス～青春時代2～（2017年、JTBC） - ユン・ジョンヨル役
- 黄金の私の人生（2017年、KBS2） - ソ・ジホ役
- ウラチャチャ My Love（2018年、JTBC） - フィリップ役
- 恋する十二夜～キミとボクの8年間～（2018年、ChannelA） - 主演：チャ・ヒョノ役
- ウラチャチャ⁉～男女6人恋のバトル～（2019年、JTBC） - クク・ギボン役
- サンガプ屋台（2020年、JTBC） - 特別出演
- 告白しない理由（2020年、KBS2） - 主演：キム・ジフ役
- ポッサム〜愛と運命を盗んだ男〜（2021年、MBN） - イ・デヨプ役[1]
- 放課後戦争活動（2023年、TVING）- イ・チュンホ役

### 映画
- 百貨店（2013年）
- UNFRAMED／アンフレームド（2021年） - 「バンディー 蛍の娘」篇　ウォンソク 役